# Torrent de la Creuse
Le torrent de la Creuse, ou torrent de la Creusaz, est un torrent de France situé en Haute-Savoie, dans la vallée de Chamonix.

## Géographie
Il nait des eaux de fonte en rive droite du glacier des Bossons vers 2 250 mètres d'altitude et se jette dans l'Arve à 1 010 mètres d'altitude après une course de 3,37 kilomètres. À son arrivée dans le fond de la vallée de Chamonix, il forme un important cône de déjection emprunté par la route nationale 205 qui mène au tunnel du Mont-Blanc et qui franchit par trois fois le cours d'eau. Son cours est parallèle au torrent des Bossons voisin qui nait au front du glacier des Bossons. Il reçoit en rive gauche les eaux du torrent de la Crosette qui nait lui aussi de la fonte du glacier des Bossons.

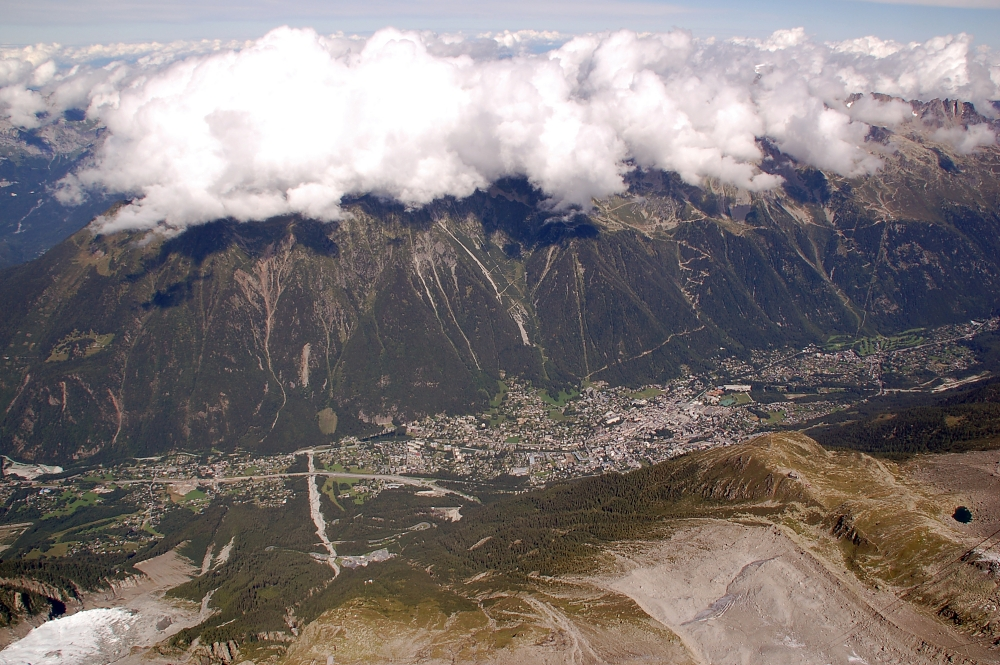
Vue depuis l'aiguille du Midi au sud-est de la vallée de Chamonix avec le torrent de la Creuse sur la gauche.

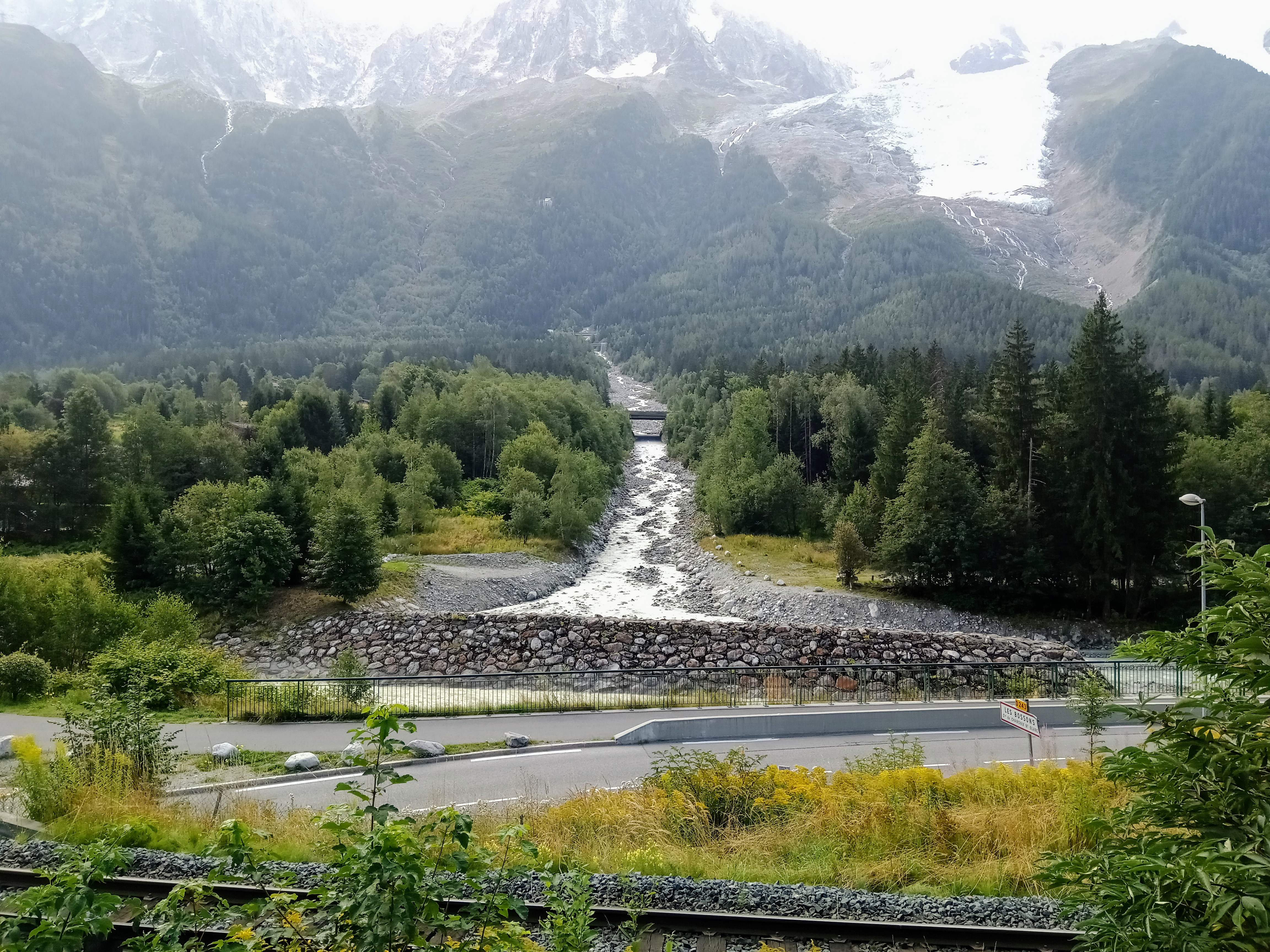
Vue du torrent de la Creuse et de sa confluence depuis la route des Gaillands en rive droite de l'Arve avec en haut à droite le glacier des Bossons.